# Endless Summer Vacation
Endless Summer Vacation —en español: Vacaciones de verano interminables— es el octavo álbum de estudio de la cantante estadounidense Miley Cyrus. Fue lanzado el 10 de marzo de 2023 a través de Columbia Records y Smiley Miley. Cyrus dejó RCA Records poco después del lanzamiento de su séptimo álbum Plastic Hearts (2020) y comenzó a trabajar en su siguiente álbum de estudio después de firmar con Columbia a principios de 2021. Mientras trabajaba en el disco, lanzó el álbum en vivo Attention: Miley Live (2022).
«Flowers» fue lanzado como el sencillo líder del álbum el 12 de enero de 2023. Estableció varios récords de transmisión y permaneció seis semanas consecutivas en el número uno del Billboard Hot 100, convirtiéndose en su segunda canción en alcanzar la cima del chart. Además, encabezó las listas en otros 36 países. El segundo sencillo, «River» fue lanzado el 13 de marzo de 2023 y el tercero «Jaded» el 17 de abril de 2023. Un cuarto sencillo, «Used To Be Young», fue lanzado el 25 de agosto de 2023 como parte de la reedición digital del álbum
Tras su lanzamiento, Endless Summer Vacation recibió reseñas positivas por parte de los críticos musicales, quienes elogiaron su producción, atractivo comercial y la interpretación vocal de Cyrus. Las primeras actuaciones de Cyrus para el álbum fueron pregrabadas para el especial de concierto-documental de Disney+ Miley Cyrus – Endless Summer Vacation (Backyard Sessions), que también se lanzó el 10 de marzo de 2023.

## Antecedentes y grabación
Cyrus dejó RCA después de firmar con Columbia en marzo de 2021. En abril de 2021, lanzó con el nuevo sello un remix de la canción «Without You» con The Kid Laroi, y un año más tarde, lanzó Attention: Miley Live. En un artículo publicado en octubre de 2021, Billboard confirmó que Cyrus se encontraba dedicada a la producción de su próximo álbum. La publicación indicó que el sucesor del aclamado Plastic Hearts (2020) debería seguir las referencias de los años 70, del frenesí de los sábados por la noche de la icónica discoteca "Studio 54". Cyrus describió a Endless Summer Vacation como su "carta de amor a Los Ángeles", donde grabó el álbum, y que representa el crecimiento físico y mental que experimentó durante la producción.
Cyrus escribió varias canciones con Michael Pollack y Gregory "Aldae" Hein. Fueron concebidas únicamente con piano, evolucionando luego a sus versiones finales. Pollack dijo que Cyrus decidió concentrarse en la creación de canciones antes de abordar la producción. Cyrus trabajó con productores como Kid Harpoon, Tyler Johnson, Greg Kurstin y Mike Will Made It, de los cuales el último  previamente contribuyó en Bangerz (2013), Miley Cyrus & Her Dead Petz (2015) y She Is Coming (2019).

## Composición

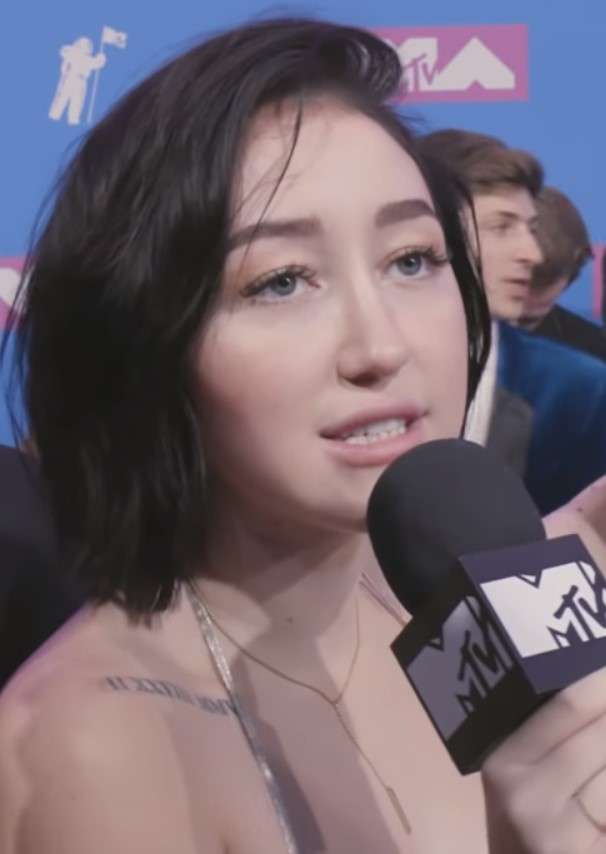
Noah Cyrus, hermana menor de Miley, quien sufre de depresión y ansiedad desde los diez años y que en 2018 tuvo pensamientos suicidas por el acoso y bullying en redes sociales.

Endless Summer Vacation es un álbum pop, y dance-pop que incorpora canciones de rock, country y experimentales. Cyrus explicó que el álbum está dividido en dos partes: AM y PM. La parte AM representa "el tiempo de la mañana, donde hay una excitación y energía, y hay un potencial de nuevas posibilidades", mientras que el lado PM representa la noche, que "se siente como si hubiera un furtivo, sórdido y una especie de mugre pero un glamour al mismo tiempo".
Cyrus durante su entrevista en el especial realizado con Disney+, comentó el proceso creativo de algunas canciones del álbum. Sobre «Thousand Miles» declaró que escribió la canción en 2016 y 2017, inicialmente titulada como «Happy Girl», luego de que la hermana de una de sus amigas más cercanas se suicidara. Ella dijo que "simplemente no podía imaginar no tener a mi hermana pequeña (Noah Cyrus) en mi vida. Escribí esta canción para ella. Se trataba de la felicidad y la hermandad y me emociona, porque ahora la canción está llena de tanta alegría en la música y se ha convertido en algo muy alejado de la tristeza que inspiró la canción".

## Lanzamiento y portada
El 16 de diciembre de 2022, se colocaron carteles con la leyenda "New Year, New Miley" que en español se traduce como "Nuevo año, nueva Miley", en las principales ciudades del mundo. Cyrus reveló el título, la portada y la fecha de lanzamiento del álbum el 5 de enero de 2023. Ella describió al álbum como "su carta de amor a Los Ángeles" que representa el crecimiento físico y mental que experimentó durante la producción. La portada fue fotografiada por Brianna Capozzi y "totalmente ejecutada por [Cyrus] sin efectos visuales", y muestra a una Cyrus rubia con un traje de baño negro de una pieza colgando de una escalera de helicóptero. Se comparó con una fotografía similar de Madonna para su libro de mesa de café Sex (1992). El tráiler del álbum se lanzó el mismo día y "refleja el mundo visual que [Cyrus] ha construido en torno a este cuerpo de trabajo muy personal" con un monólogo y elementos visuales que hacen referencia a las vistas de Los Ángeles. Cyrus autografió cantidades limitadas de postales con la portada del álbum y las ofreció a través de su sitio web más tarde ese mes. El 27 de febrero de 2023, Cyrus reveló la lista de canciones del álbum.
Endless Summer Vacation fue lanzado en ambos formatos, digital y físico, el 10 de marzo de 2023 por Columbia Records. Las copias en vinilo rojo y transparente del álbum se hicieron exclusivas para el sitio web de Cyrus, y las copias en vinilo blanco se hicieron exclusivas para minoristas como Target en los Estados Unidos, HMV en el Reino Unido, y JB Hi -Fi en Australia.

## Promoción
Cyrus anunció a través de sus redes sociales el Endless Summer Vacation (Backyard Sessions), un especial lanzado en Disney+ el 10 de marzo de 2023, incluyendo presentaciones en vivo y una entrevista sobre el proceso creativo detrás del álbum. El mismo continúa su serie de actuaciones Backyard Sessions, iniciada en 2012. Cyrus interpretó en vivo ocho canciones del álbum: «Jaded», «Rose Colored Lenses», «Thousand Miles», «Wildcard», «Island», «Wonder Woman», «River» y «Flowers», así como también su sencillo de 2009 «The Climb». Rufus Wainwright se unió a ella en la canción «Wonder Woman» tocando el piano.

### Sencillos
«Flowers» fue lanzada como el sencillo principal del álbum Endless Summer Vacation el 12 de enero de 2023, junto a su video musical dirigido por Jacob Bixenman. «Flowers» tuvo una recepción mayoritariamente positiva por parte de los críticos, y muchos elogiaron la entrega vocal de Cyrus. Experimentó un éxito comercial generalizado. Rompió el récord como la canción más reproducida en una semana en Spotify durante su primera y segunda semana. La canción encabezó la lista Billboard Global 200 durante trece semanas no consecutivas y se convirtió en la primera canción en la historia del chart en obtener más de 100 millones de transmisiones globales en sus primeras ocho semanas. Alcanzó la cima de listas de más de 45 países, incluidos Estados Unidos, Reino Unido, Australia, Canadá, Alemania y Francia. En los Estados Unidos, pasó sus ocho semanas debut en la cima del Billboard Hot 100, convirtiéndose en el segundo sencillo número uno de Cyrus en la lista después de «Wrecking Ball» en 2013. En el Reino Unido, pasó sus diez semanas debut en la cima del UK Singles Chart, convirtiéndose en el tercer sencillo número uno de Cyrus en ese país. En Australia, rompió el récord de la mayor cantidad de reproducciones en la primera semana de lanzamiento de una canción. Pasó sus doce semanas debut en la cima de ARIA Singles Chart, convirtiéndose en el primer sencillo número uno de Cyrus en ese país. El 3 de marzo de 2023 se lanzó su versión demo.
«River» fue lanzado como el segundo sencillo del álbum el 13 de marzo de 2023, con su video musical siendo lanzado el 10 de marzo.
El 17 de abril, «Jaded» fue enviada a la radio adult contemporary de Estados Unidos como el tercer sencillo del álbum, y a las estaciones de radio contemporary hit al día siguiente.
El 25 de agosto de 2023 se lanzó la canción «Used To Be Young» como el cuarto sencillo del álbum, incluida en la reedición digital del mismo. El vídeo musical de la canción se lanzó el mismo día y fue dirigido por Jacob Bixenman y Brendan Walter.

## Recepción crítica
Endless Summer Vacation recibió críticas positivas por parte de la crítica musical. En Metacritic, que asigna una puntuación media ponderada sobre 100 a las reseñas de los principales críticos, el álbum recibió una puntuación promedio de 79, basada en dieciséis reseñas, lo que indica "críticas generalmente positivas"; es el Metascore más alto de cualquiera de los álbumes de Cyrus.
Rolling Stone Brittany Spanos lo calificó como el "álbum más profundo e independiente de Cyrus hasta la fecha" y "una poderosa declaración artística, centrada y con los ojos claros, tal como Cyrus parece haberse encontrado a sí misma en la treintena". Maura Johnston del mismo medio escribió que el álbum "se siente como una recapitulación de los más de 15 años de su carrera, con Cyrus deslizándose por los géneros con la facilidad de una turista bien experimentada". Helen Brown de The Independent lo calificó como un "encantador disfrute del talento maduro de Cyrus". Según Nick Levine de NME, el álbum "puede parecer apagado para los estándares [de Cyrus], pero sigue siendo notablemente intrigante" y "se siente como un reflejo exacto de quién es como artista –y como persona– en 2023". Emily Swingle de Clash opinó que "mientras que los lanzamientos anteriores han sido Cyrus tratando de ponerse el traje de otro artista que admira, este lanzamiento se siente como si estuviera encarnando plenamente su propia piel – este es un lanzamiento que apunta a la atemporalidad por derecho propio, permitiendo que la verdadera Miley Cyrus, sin filtros, salga a la luz del sol".
Neil McCormick de The Daily Telegraph escribió "hay mucho que admirar en la desafiante voluntad de Cyrus de seguir jugando en los márgenes más excéntricos del pop". Mary Siroky de Consequence calificó el álbum de "cohesivo sin sentirse repetitivo", y añadió que "ese tipo de narración sin tapujos podría haber sido un buen disco; la voz de Cyrus lleva las cosas más lejos en el territorio de la grandeza". Chris Willman de Variety lo describió como "un disco pop bastante modesto que tiene algunos micro-cambios estilísticos que no se anuncian con demasiado orgullo o en voz alta", señalando que equilibra "mellow gold y dance-pop". David Smyth de Evening Standard opinó que "la fuerza de Cyrus hace encajar su poderosa voz a tantos estilos, en un álbum donde incluso aquellos con lapsos de atención más cortos deberían encontrar una nueva [canción] favorita". Alexis Petridis de The Guardian opinó que Cyrus "ha entregado un álbum atmosférico que juega con sus provocativos puntos fuertes".
En una crítica mixta, Sal Cinquemani de Slant Magazine felicitó la interpretación vocal de Cyrus, pero criticó la "lírica anodina". Para David Cobbals de The Line of Best Fit, Endless Summer Vacation "es un buen álbum que cada una de sus pistas merece ser escuchada, pero al mismo tiempo, la mayoría de ellas tampoco merecen una repetición." Nicholas Hautman de Page Six escribió que el álbum "muestra la versatilidad que ha mantenido a [Cyrus] en las listas musicales durante casi dos décadas", pero que carece de la cohesión de su álbum de 2020, Plastic Hearts.

### Reconocimientos
En junio de 2023, la revista Rolling Stone nombró a Endless Summer Vacation como uno de los mejores álbumes del año.

### Listas de fin de año
| Publicación   | Lista                                              | Posición | Ref.   |
| ------------- | -------------------------------------------------- | -------- | ------ |
| Billboard     | Los 50 Mejores Álbumes de 2023: Lista del personal | 16       | [ 61 ] |
| Cosmopolitan  | Los 30 Mejores Álbumes de 2023                     | —        | [ 62 ] |
| Esquire       | Los 20 Mejores Álbumes de 2023                     | 12       | [ 63 ] |
| People        | Los 10 Mejores Álbumes de 2023                     | 3        | [ 64 ] |
| PopMatters    | Los 20 Mejores Álbumes Pop de 2023                 | 19       | [ 65 ] |
| Rolling Stone | Los 100 Mejores Álbumes de 2023                    | 30       | [ 66 ] |

## Recepción comercial
Endless Summer Vacation debutó en el número tres del Billboard 200 de Estados Unidos, generando 119 000 unidades equivalentes a álbumes, incluidas 55 000 ventas de álbumes puros. Es el decimocuarto álbum top 10 de Cyrus en Estados Unidos y su mayor semana por unidades desde que Billboard comenzó a calcularlas en diciembre de 2014. El álbum también logró debutar en la cima de la lista de vinilos de Billboard con un equivalente del 44% de las unidades totales de Endless Summer Vacation en su semana debut, siendo su segundo número uno en la lista.
En el Reino Unido, Endless Summer Vacation debutó en la cima del UK Albums Chart, convirtiéndose en el segundo álbum número uno de Cyrus después de Bangerz de 2013. En Alemania, debutó en el número dos de la lista de GfK Entertainment, convirtiéndose en el álbum de Cyrus con el mejor pico en dicha lista.
En Australia, Endless Summer Vacation debutó en la cima del ARIA Albums Chart, convirtiéndose en el primer álbum número uno de Cyrus desde Bangerz. En Nueva Zelanda, debutó en el número uno del Official New Zealand Music Chart, convirtiéndose en su segundo álbum número uno después de la banda sonora de Hannah Montana: The Movie de 2009.
Endless Summer Vacation fue el decimonoveno álbum mundialmente más vendido de 2023 en streaming, descargas digitales y venta física, según la Federación Internacional de la Industria Fonográfica (IFPI).

## Otras canciones
A pesar de no ser lanzadas como sencillos, otras canciones del álbum ingresaron a algunas listas de popularidad. A continuación, una lista de las posiciones que estuvieron en algunos conteos:
| Canción                               | Posiciones | Posiciones | Posiciones | Posiciones |
| Canción                               | EUA        | CAN        | UCR        |            |
| ------------------------------------- | ---------- | ---------- | ---------- | ---------- |
| «Rose Colored Lenses»                 | 91         | 59         | —          |            |
| «Thousand Miles» (con Brandi Carlile) | 68         | 65         | —          |            |
| «You»                                 | 103        | 74         | —          |            |
| «Muddy Feet» (con Sia)                | 109        | 81         | —          |            |
| «Violet Chemistry»                    | 113        | 93         | —          |            |
| «Island»                              | —          | —          | 3          |            |

## Premios y nominaciones
| Organización                    | Año  | Categoría                   | Resultado | Ref.   |
| ------------------------------- | ---- | --------------------------- | --------- | ------ |
| MTV Video Music Awards          | 2023 | Álbum del año               | Nominado  | [ 73 ] |
| Los 40 Music Awards             | 2023 | Mejor álbum internacional   | Nominado  | [ 74 ] |
| Danish Music Awards             | 2023 | Álbum internacional del año | Nominado  | [ 75 ] |
| Premios Grammy                  | 2024 | Álbum del año               | Nominado  | [ 76 ] |
| Premios Grammy                  | 2024 | Mejor álbum de pop vocal    | Nominado  | [ 76 ] |
| Gold Derby Music Awards         | 2024 | Álbum del año               | Nominado  | [ 77 ] |
| Gold Derby Music Awards         | 2024 | Mejor álbum pop             | Nominado  | [ 77 ] |
| Premios People's Choice         | 2024 | El álbum del año            | Nominado  | [ 78 ] |
| Gaffa Awards                    | 2024 | Álbum internacional del año | Ganador   | [ 79 ] |
| GLAAD Media Awards              | 2024 | Artista musical destacada   | Nominado  | [ 80 ] |
| Nickelodeon Kids' Choice Awards | 2024 | Álbum favorito              | Nominado  | [ 81 ] |

## Lista de canciones
| Endless Summer Vacation |                                       | |                                                         |          |  |
| N.º                     | Título                                | Escritor(es) | Productor(es)                                           | Duración |  |
| 1.                      | «Flowers»                             | Miley Cyrus Gregory Aldae Hein Michael Pollack                                                                  | Kid Harpoon Tyler Johnson                               | 3:20     |  |
| 2.                      | «Jaded»                               | Cyrus Greg Kurstin Sarah Aarons                                                                                 | Kurstin                                                 | 3:05     |  |
| 3.                      | «Rose Colored Lenses»                 | Cyrus Thomas Hull Johnson                                                                                       | Kid Harpoon Johnson                                     | 3:43     |  |
| 4.                      | «Thousand Miles» (con Brandi Carlile) | Cyrus Tobias Jesso Jr. Bibi Bourelly Michael Len Williams II                                                    | Mike WiLL Made-It Kid Harpoon Johnson                   | 3:51     |  |
| 5.                      | «You»                                 | Cyrus Bourelly Pollack Ian Kirkpatrick                                                                          | Jonny Coffer Jay Moon                                   | 2:59     |  |
| 6.                      | «Handstand»                           | Cyrus Harmony Korine Maxx Morando                                                                               | Morando                                                 | 3:25     |  |
| 7.                      | «River»                               | Cyrus Justin Tranter Hull Johnson                                                                               | Kid Harpoon Johnson                                     | 2:42     |  |
| 8.                      | «Violet Chemistry»                    | Cyrus Williams II Cedric Jesse Shatkin James Blake Sia Furler                                                   | Shatkin Max Taylor-Sheppard Mike WiLL Made-It Morando   | 4:06     |  |
| 9.                      | «Muddy Feet» (con Sia)                | Cyrus Shatkin Pollack Williams II Bourelly Hein Furler Jesse Van Der Meulen David Frank Steve Kipner Pam Sheyne | Shatkin Coffer Mike WiLL Made-It Zwiffa Jerome Williams | 2:16     |  |
| 10.                     | «Wildcard»                            | Cyrus Hull Johnson Jesso Jr.                                                                                    | Kid Harpoon Johnson                                     | 3:13     |  |
| 11.                     | «Island»                              | Cyrus BJ Burton Jennifer Decilveo Caitlyn Smith Pollack Dani Miller                                             | Burton                                                  | 3:59     |  |
| 12.                     | «Wonder Woman»                        | Cyrus Pollack Hein Hull Johnson                                                                                 | Kid Harpoon Johnson                                     | 3:05     |  |
| 39:44                   |                                       | |                                                         |          |  |

| Bonus track digital |                  |                    |          |  |
| N.º                 | Título           | Escritor(es)       | Duración |  |
| 13.                 | «Flowers» (Demo) | Cyrus Hein Pollack | 3:30     |  |
| 43:14               |                  |                    |          |  |

| Bonus track reedición digital |                    |                    |                             |          |  |
| N.º                           | Título             | Escritor(es)       | Productor(es)               | Duración |  |
| 4.                            | «Used To Be Young» | Cyrus Hein Pollack | Cyrus Pollack Shawn Everett | 3:11     |  |
| 14.                           | «Flowers» (Demo)   | Cyrus Hein Pollack |                             | 3:30     |  |
| 46:32                         |                    |                    |                             |          |  |

Créditos de sample
- «Muddy Feet» contiene elementos de «Starving for Love», interpretada por Ella Washington.

## Posicionamiento en listas
| País (Lista 2023–2024)              | Mejor posición | Ref     |
| ----------------------------------- | -------------- | ------- |
| Alemania (GfK)                      | 2              | [ 84 ]  |
| Australia (ARIA)                    | 1              | [ 85 ]  |
| Austria (Ö3 Austria Top 40)         | 1              | [ 86 ]  |
| Bélgica (Ultratop Flandes)          | 2              | [ 87 ]  |
| Bélgica (Ultratop Valonia)          | 3              | [ 88 ]  |
| Canadá (Billboard Canadian Albums)  | 2              | [ 89 ]  |
| Croacia Internacional (HDU)         | 5              | [ 90 ]  |
| Dinamarca (Hitlisten)               | 4              | [ 91 ]  |
| Escocia (Scottish Albums Chart)     | 1              | [ 92 ]  |
| Eslovaquia (ČNS IFPI)               | 3              | [ 93 ]  |
| España (PROMUSICAE)                 | 4              | [ 94 ]  |
| Estados Unidos (Billboard 200)      | 3              | [ 95 ]  |
| Finlandia (Suomen virallinen lista) | 2              | [ 96 ]  |
| Francia (SNEP)                      | 4              | [ 97 ]  |
| Grecia (IFPI)                       | 16             | [ 98 ]  |
| Hungría (MAHASZ)                    | 3              | [ 99 ]  |
| Irlanda (Irish Albums Chart)        | 1              | [ 100 ] |
| Islandia (Plötutíðindi)             | 4              | [ 101 ] |
| Italia (FIMI)                       | 4              | [ 102 ] |
| Japón (Digital Albums)              | 24             | [ 103 ] |
| Japón (Hot Albums)                  | 89             | [ 104 ] |
| Lituania (AGATA)                    | 2              | [ 105 ] |
| Noruega (VG-lista)                  | 1              | [ 106 ] |
| Nueva Zelanda (RMNZ)                | 1              | [ 69 ]  |
| Países Bajos (Dutch Charts)         | 1              | [ 107 ] |
| Polonia (ZPAV)                      | 2              | [ 108 ] |
| Portugal (AFP)                      | 1              | [ 109 ] |
| Reino Unido (UK Albums Chart)       | 1              | [ 110 ] |
| República Checa (ČNS IFPI)          | 3              | [ 111 ] |
| Suecia (Sverigetopplistan)          | 2              | [ 112 ] |
| Suiza (Schweizer Hitparade)         | 1              | [ 113 ] |
| Taiwán (Five Music)                 | 1              | [ 114 ] |

| País (Lista 2023)                    | Mejor Posición | Ref     |
| ------------------------------------ | -------------- | ------- |
| Alemania (Offizielle Top 100)        | 61             | [ 115 ] |
| Australia (ARIA)                     | 75             | [ 116 ] |
| Austria (Ö3 Austria Top 40)          | 67             | [ 117 ] |
| Bélgica (Ultratop Flandes)           | 54             | [ 118 ] |
| Bélgica (Ultratop Wallonia)          | 64             | [ 119 ] |
| Canadá (Billboard Canadian Albums)   | 23             | [ 120 ] |
| Dinamarca (Hitlisten)                | 38             | [ 121 ] |
| Estados Unidos (Album Sales)         | 53             | [ 122 ] |
| Estados Unidos (Billboard 200)       | 45             | [ 123 ] |
| Estados Unidos (Current Album Sales) | 33             | [ 124 ] |
| Francia (SNEP)                       | 47             | [ 125 ] |
| Global (IFPI Albums)                 | 19             | [ 71 ]  |
| Italia (FIMI)                        | 81             | [ 126 ] |
| Países Bajos (Album Top 100)         | 38             | [ 127 ] |
| Suecia (Sverigetopplistan)           | 33             | [ 128 ] |
| Suiza (Schweizer Hitparade)          | 52             | [ 129 ] |

## Certificaciones
| País           | Organismo certificador | Certificación | Ventas certificadas | Ref.    |
| -------------- | ---------------------- | ------------- | ------------------- | ------- |
| Bélgica        | BEA                    | Oro           | 10 000              | [ 130 ] |
| Brasil         | Pro-Música Brasil      | 3× Platino    | 120 000             | [ 131 ] |
| Canadá         | Music Canada           | 2× Platino    | 160 000             | [ 132 ] |
| Dinamarca      | IFPI Dinamarca         | Platino       | 20 000              | [ 133 ] |
| Estados Unidos | RIAA                   | Platino       | 1 000               | [ 134 ] |
| Francia        | SNEP                   | Oro           | 50 000              | [ 135 ] |
| Italia         | FIMI                   | Oro           | 25 000              | [ 136 ] |
| México         | AMPROFON               | Oro           | 70 000              | [ 137 ] |
| Nueva Zelanda  | RMNZ                   | Platino       | 15 000              | [ 138 ] |
| Polonia        | ZPAV                   | 3× Platino    | 60 000              | [ 139 ] |
| Reino Unido    | BPI                    | Oro           | 100 000             | [ 140 ] |
| Suecia         | GLF                    | Oro           | 15 000              | [ 141 ] |
| Suiza          | IFPI Suiza             | Oro           | 10 000              | [ 142 ] |

## Historial de lanzamiento
| País   | Fecha                | Edición   | Formato                              | Discográfica | Ref.            |
| ------ | -------------------- | --------- | ------------------------------------ | ------------ | --------------- |
| Varios | 10 de marzo de 2023  | Estándar  | Descarga digital CD vinilo streaming | Columbia     | [ 143 ]         |
| Japón  | 29 de marzo de 2023  | Estándar  | CD                                   | Sony Music   | [ 144 ] [ 145 ] |
| Varios | 25 de agosto de 2023 | Reedición | Descarga digital streaming           | Columbia     | [ 43 ]          |